# Guerre d'Afghanistan (1979-1989)
Pour un article traitant du conflit afghan des origines jusqu'à nos jours, voir Conflit afghan.
Pour les articles homonymes, voir Guerre d'Afghanistan.
Conflit afghan
Batailles
- Opération Chtorm-333 (Hafizullah Amin)
- Siège de Khost
- Offensives du Pandjchir
- Bataille de Jaji
- Siège d'Urgun
- Bataille du col de Maravar
- Opération Magistral (Bataille pour la colline 3234)
- Retrait soviétique

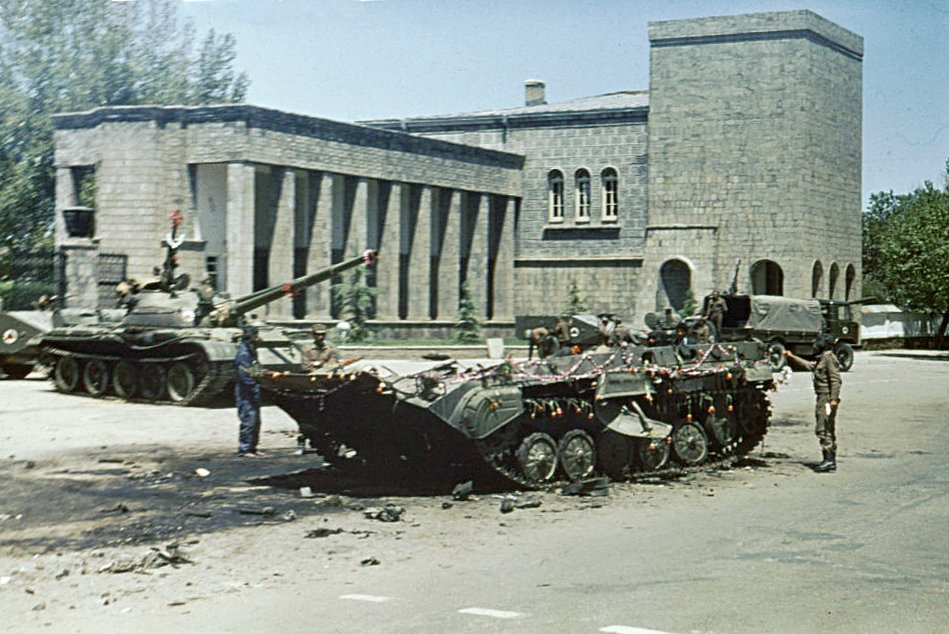
Scène à Kaboul au lendemain de la révolution de Saur.

La guerre d'Afghanistan, appelée aussi guerre soviéto-afghane, est une phase du conflit afghan et une crise majeure de la guerre froide, qui a opposé durant plus de neuf ans, du 27 décembre 1979 au 15 février 1989, l'Armée rouge de l'URSS et le gouvernement communiste afghan aux divers groupes rebelles moudjahidines («guerriers saints ») d'obédience islamiste et anticommuniste, et soutenus notamment par les États-Unis, le Pakistan, l'Iran et l'Arabie saoudite.
Le conflit trouve ses origines dans les tentatives du gouvernement afghan de moderniser le pays, mesures qui suscitent l'hostilité de la population rurale conservatrice et des élites religieuses. Le gouvernement afghan est ensuite renversé lors de la révolution de Saur par la faction radicale du PDPA, le parti communiste afghan, mais la politique du gouvernement communiste entraîne une insurrection généralisée de la population, formant divers groupes de moudjahidines ou « guerriers saints », islamistes et anticommunistes,. L'URSS envahit pour la deuxième fois de son histoire, la première étant en 1929 pour appuyer Amanullah Khan dans sa reprise de pouvoir et occupe l'Afghanistan en 1979 pour sauver de l'effondrement le gouvernement communiste afghan, puis doit faire face aux moudjahidines, qui reçoivent dans une logique de guerre froide une grande aide de la part des États-Unis, du Pakistan, de l'Iran et de l'Arabie saoudite. En dépit des immenses moyens mis en œuvre, l'URSS échoue à mater l'insurrection et retire ses troupes du pays en 1989, les hostilités continuant entre le gouvernement pro-soviétique et les différentes factions moudjahidines, puis entre moudjahidines.
La guerre d'Afghanistan a eu de nombreuses conséquences importantes : durant plus de neuf ans cette guerre a ravagé l'Afghanistan, faisant un million de morts et plus encore de blessés et de déplacés. Les divers groupes moudjahidines ayant affronté les soviétiques n'ont pas su s'entendre après leur victoire et ont maintenu le pays dans un état de guerre civile continue. De même, les dépenses colossales de guerres auxquelles l'URSS a dû procéder ainsi que les tensions que la guerre a générées dans sa société civile et dans le monde ont grandement contribué à son discrédit, à l'épuisement de son économie et, finalement, à son effondrement ; donc à la fin de la guerre froide. Enfin, les moyens considérables reçus par les moudjahidines, notamment de la part des États-Unis et de l'Arabie saoudite, ont participé à l'essor du fondamentalisme et du terrorisme islamiste, nombre de djihadistes venus se battre en Afghanistan étant ensuite retournés dans leurs pays pour structurer le mouvement.

## Contexte

### Tentatives de modernisation, conflit avec le Pakistan et influence soviétique
L’Afghanistan est un pays montagneux peuplé surtout par des Pachtounes, des Tadjiks et des Daris (mais aussi des Nouristanis, des Turkmènes, des Ouzbeks, des Aimaks…), dont les frontières ont été artificiellement fixées au 19ème siècle lors du partage de l'Asie centrale entre l'Empire britannique et l'Empire russe, et qui sert ainsi longtemps d'État tampon entre ces deux puissances. Monarchie gouvernée depuis Kaboul par la dynastie des Barakzai, l'Afghanistan, pays féodal très pauvre et essentiellement agricole, à 90% analphabète et où l'espérance de vie moyenne est de 35 ans, vit dans un strict respect des traditions musulmanes ancestrales et reste isolé du reste du monde.
Après 1947 et la partition des Indes britanniques, le gouvernement afghan commence à revendiquer les parties du territoire du Pakistan nouvellement indépendant peuplées par des Pachtounes et des Baloutches, territoires qui permettraient au pays de se désenclaver en possédant un accès à la mer d'Arabie. Le roi afghan Zaher Shah souhaite moderniser et occidentaliser son pays, mais les revendications irrédentistes entrainent de graves et fréquents incidents le long de la frontière pakistanaise, et isolent l'Afghanistan sur la scène internationale. Aussi le roi entame-t-il un rapprochement avec l'union soviétique à partir de 1955, ce qui lui permet d'obtenir des prêts à très faible taux d'intérêt, une vaste aide militaire et économique (avec d'importantes livraisons d'armes et la construction de ponts, de barrages, d'usines et de routes), et l'envoi de ses cadres et ses officiers en URSS pour qu'ils y soient formés. Ce rapprochement, l'un des premiers jamais effectué par Moscou auprès d'un pays non-communiste, permet aux soviétiques de démontrer aux autres pays du tiers monde l'intérêt et l'efficacité d'éventuels rapprochements avec l'URSS, et il permet aussi de faire pression sur l'Iran et le Pakistan, tous deux membres du pacte de Bagdad pro-occidental. Il en résulte également une dépendance croissante de l'Afghanistan envers l'URSS, dépendance accrue par les graves tensions avec le Pakistan ; or, bien que se réclamant comme non-aligné, le pays passe peu à peu de facto sous influence soviétique ; les États-Unis tentent un temps de concurrencer Moscou, mais leur aide désorganisée et portant surtout sur les infrastructures accroît encore la pénétration soviétique qui se concentre ainsi efficacement sur la formation de l'armée,,.
Tout au long des années 1960 et 1970, la société afghane est en pleine ébullition : tandis que les infrastructures du pays se développent, le pays se libéralise : des élections libres ont lieu et des partis politiques se forment, vite rejoints par les nombreux jeunes cadres et officiers formés en URSS. Un parti communiste afghan, le Parti démocratique populaire d'Afghanistan, ou PDPA, est ainsi fondé en 1965, mais il éclate vite en deux factions rivales : les majoritaires, partisans de la création d'un parti d'avant-garde marxiste-léniniste, surtout des Pachtounes issus du monde rural et venus travailler en ville ainsi que des instituteurs et des petits officiers, forment le Khalq (en) (« le Peuple »), mené par Nour Mohammad Taraki et Hafizullah Amin. Inversement, les minoritaires, partisans du réformisme et d'une évolution plus progressive du pays, surtout des Tadjiks et des Daris issus de la bourgeoisie urbaine, rejoignent le Parcham (en) (« l’Étendard »), mené par Babrak Karmal et Mir Akhbar Khyber. Le Parcham est pro-soviétique, tandis que le Khalq est plus indépendant.
Les droits des femmes afghanes, jusque-là forcées de porter le voile, n'ayant aucun droit et pouvant être mariées de force, s'améliorent à cette époque. Ces progrès sont cependant limités aux femmes issues généralement des classes aisées urbaines et, globalement, la population rurale n'est pas affectée par ce mouvement et elle se montre de plus en plus hostile envers le gouvernement. Le nationalisme des Pachtounes et les interventions de plus en plus intrusives de l'État suscitent le mécontentement des élites rurales et religieuses ainsi que des chefs tribaux qui s'en trouvent affaiblis. En outre, Kaboul ne possède qu'un contrôle très relatif sur les campagnes, qui sont organisées selon un système complexe de tribus souvent hostiles les unes envers les autres. La politique du gouvernement mène à la création de groupes d'opposition d'obédience islamiste fondamentaliste, notamment le Jamiat-e Islami, mené par Burhanuddin Rabbani. Parmi ses militants, on retrouve Ahmed Chah Massoud et Gulbuddin Hekmatyar, qui gagnent vite en influence à travers le pays et reçoivent le soutien du Pakistan et de l'Iran.
De 1969 à 1973, en raison de mauvaises récoltes, le pays est frappé par une terrible famine qui tue dans certaines provinces près du tiers de la population. L'économie ralentit et le pays accuse de sérieux problèmes de corruption.
C'est dans ce contexte de mécontentement général qu'éclate un coup d'État fomenté le 17 juillet 1973 par le prince Mohammad Daoud Khan, qui abolit la monarchie et proclame la république d'Afghanistan, dont il devient le président. Daoud Khan, l'un des principaux artisans de l'irrédentisme afghan et pachtoune, met fin à l'aide américaine, ce qui accroît un peu plus l'influence de l'URSS. Il trouve le soutien du Parcham et de beaucoup de jeunes cadres. Sa politique devient rapidement de plus en plus autoritaire et répressive et, dès 1975, les relations avec le Parcham se sont dégradées ; Daoud s'en trouve isolé,. Le Jamiat-e Islami tente alors une insurrection (en) dans la région du Panchir et du Langham avec l'aide du Pakistan et de l'Iran. La révolte est écrasée et ses chefs s'enfuient au Pakistan où ils forment des camps pour de futures actions contre Daoud Khan. Il s'ensuit une scission du mouvement entre les partisans (surtout des Tadjiks) du Jamiat-e Islami de Rabbani et Massoud, souhaitant une infiltration et une prise de pouvoir progressive, et les partisans d'Hekmatyar (surtout des Pachtounes), souhaitant une prise de pouvoir violente, et qui fondent l'Hezb-e Islami.
Daoud Khan tente alors de neutraliser les islamistes en essayant vainement de se rapprocher du Pakistan et de l'Iran, en abandonnant toute revendication irrédentiste et en cessant tout soutien aux groupes séparatistes pachtounes et baloutches pakistanais. Il souhaite aussi se défaire de l'influence soviétique et rompt définitivement avec le Parcham. Les communistes du Khalq et du Parcham craignent alors de plus en plus d'être tués par Daoud et s'accordent pour réunifier le PDPA en 1977,.
Ainsi, au milieu des années 70, au vu des tensions qui s'accumulent en Afghanistan, certains observateurs comme Jean-Paul Roux pressentent l'avènement imminent d'un conflit de grande ampleur.

### Révolution de Saur

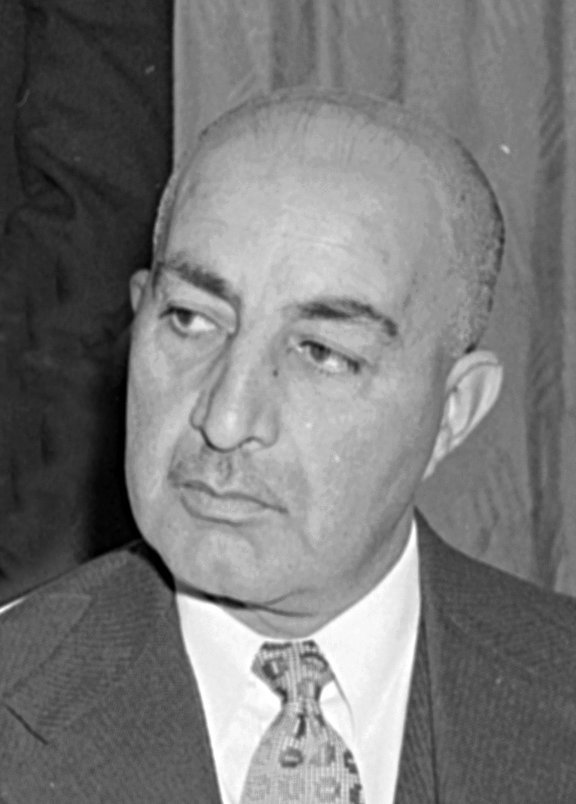
Mohammed Daoud Khan, président de l'Afghanistan de 1973 à 1978.

Le 17 avril 1978, Mir Akhbar Khyber, figure du Parcham, est assassiné. Le PDPA accuse le gouvernement et une importante manifestation en sa mémoire rassemblant 15 à 30 000 personnes est alors organisée dans Kaboul. Daoud Khan, effrayé, fait arrêter les dirigeants du PDPA (il paraît alors vraisemblable que le gouvernement de Daoud souhaite les exécuter), sauf Amin qui, placé en résidence surveillé, a le temps de convaincre les officiers communistes d'attaquer les premiers pour ne pas être éliminés,,. Certains observateurs comme Hélène Carrère d'Encausse accusent alors les soviétiques d'avoir préparé en sous-main le coup d'État : le degré de pénétration soviétique dans l'armée afghane est tel qu'elle ne peut ignorer les préparatifs, et l'URSS a de surcroît intérêt à écarter Daoud, dont la politique de plus en plus indépendante semble présager la fin de l'influence soviétique dans la région, selon le même schéma qui venait d'arriver en Égypte et en Somalie. L'Afghanistan, déjà plus ou moins dans la sphère d'influence soviétique (ce qui limiterait les éventuelles représailles occidentales) rapprocherait stratégiquement l'URSS de la mer d'Arabie et, de plus, l'inaction des Américains — qui se montrent alors repliés sur eux-mêmes après leur défaite au Vietnam, lors de leurs récentes interventions en Angola et en Éthiopie — semble indiquer que le moment est propice à un nouveau pas en avant. Pourtant aucun document existant ne prouve l'implication directe des soviétiques, qui sont globalement pris de court par les évènements, n'étant prévenus des préparatifs que le 25 avril, bien qu'ils soupçonnaient depuis un moment un possible coup de force du PDPA. Ils ne tentent toutefois ni de stopper Amin, ni de prévenir Daoud,.
Le 27 avril 1978, la frange de procommuniste de l'armée (surtout les Khalqistes), menée par Abdul Qadir (en) et Mohammed Aslam Watanyar passe à l'action, coup d'État qui est appelé ensuite révolution de Saur (ou du taureau, le nom en dari du deuxième mois du calendrier persan). Les insurgés reçoivent l'aide des ingénieurs soviétiques et des agents du KGB présents à Kaboul. La ville est aux mains des insurgés après 2 jours de rudes combats faisant 2 000 morts et Daoud Khan est exécuté avec ses proches. Désormais au pouvoir, le PDPA proclame le pays « République démocratique d'Afghanistan » (DRA) le 30 avril.
Le même jour est instauré un éphémère gouvernement de coalition équilibrant les factions du Khalq et du Parcham, dont les relations restent toujours très tendues, et présidé par Taraki. Mais dès juillet 1978, une fois le régime consolidé, les Khalqistes purgent les parchamistes. Karmal est de facto exilé en étant nommé ambassadeur en Tchécoslovaquie, et de nombreux militants sont plus tard arrêtés et exécutés. Taraki, et surtout Amin qui s'impose comme l'homme fort du régime, savent leur pouvoir fragile, et les soviétiques plus enclins à soutenir le Parcham qui souhaiterait gouverner en partageant le pouvoir avec des groupes non communistes, aussi en éliminant leurs rivaux ; les deux hommes obligent l'URSS à les soutenir,.
L'URSS voit malgré tout d'un œil favorable le coup d'État et développe vite des relations privilégiées avec le nouveau régime, qui met en place une série de réformes collectivistes et sociales (imposition d'un athéisme d'État, alphabétisation, droits des femmes, réformes agraires…) qui contrarient les coutumes conservatrices afghanes, ainsi qu'une politique répressive envers les élites et classes moyennes du pays. Les Khalqistes ne pressentent pas l'imminence du conflit et pensent pouvoir changer radicalement et rapidement l'Afghanistan. De même, il existe à cette époque d'autres pays musulmans gouvernés par des régimes communistes radicaux dans le monde, comme le sud-Yémen,.

### Insurrection moudjahidine
Les tentatives faites par les dirigeants du pays de mettre en œuvre de nouvelles réformes, qui permettraient de surmonter le retard de l'Afghanistan, rencontrent la résistance de l'opposition islamique, que le nouveau gouvernement réprime violemment. En 1978, avant l'entrée des troupes soviétiques en Afghanistan, la guerre civile a déjà éclaté. Les tentatives de déstabilisation se produisent via le Pakistan où le général Zia a instauré, après le coup d’État de 1977, un régime militaro-islamiste et fait pendre, le 4 avril 1979, le Premier ministre démocratiquement élu Zulfikar Ali Bhutto.
Le 3 juillet 1979, le président américain Jimmy Carter s'ingère dans la politique afghane en signant la première directive pour aider les islamistes opposés au régime communiste de Kaboul,.
Le 14 septembre, le président afghan Nour Mohammad Taraki, très favorable à Moscou, est arrêté puis exécuté par Amin, qui lui succède et prend ses distances avec Moscou. De plus, l’Iran de Khomeiny, hostile au « grand Satan » américain, déteste tout autant l’Union soviétique et suscite l’inquiétude de Moscou de voir s’étendre la contestation religieuse en Asie centrale soviétique. En mars, un mois seulement après la révolution iranienne, la ville d’Hérat s'était d’ailleurs soulevée contre le régime communiste de Kaboul ; les services soviétiques y avaient vu la main de Téhéran. Toutes ces raisons poussent Moscou à intervenir. Le 25 décembre, l’Armée rouge entre en Afghanistan pour la deuxième fois de son histoire, la première étant en 1929 pour appuyer Amanullah Khan dans sa reconquête du pouvoir.

## Déroulement
On peut diviser ce conflit en quatre grandes phases, :
1. L'invasion : l'entrée et installation de l'armée soviétique en Afghanistan ;
2. De 1980 à 1983 : insurrection nationale et opérations de ratissage ;
3. De 1984 à 1985 : adaptation de l'armée soviétique à la contre-guérilla ;
4. De 1986 au retrait de l'Armée rouge : « afghanisation » de la guerre et retrait soviétique.

### L'intervention militaire

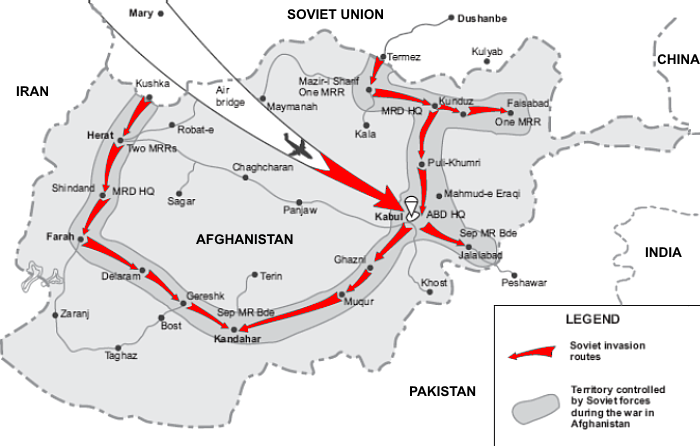
Carte de l'invasion de l'Afghanistan par l'armée soviétique en 1979.

Dans la nuit du 24 au 25 décembre 1979 à 3 h du matin, dans le cadre de l'opération Chtorm-333, deux divisions de l'armée de l'air soviétique atterrissent à Kaboul et à Shinband, dans l'ouest de l'Afghanistan. Au même moment, des unités motorisées stationnées en Ouzbékistan franchissent la frontière. Deux jours plus tard, le président du Conseil révolutionnaire, Hafizullah Amin, est exécuté par les Spetsnaz et remplacé par son rival, Babrak Karmal.
L'URSS justifie son intervention par la volonté de préserver le régime en place et de maintenir le calme en Asie centrale. Par rapport au principe du respect du droit international, elle invoque de très nombreuses demandes d'intervention du gouvernement communiste afghan auprès d'elle tout au long de l'année 1979 et l'existence des ingérences américaines qui suscitaient à l'époque majoritairement du scepticisme à l'étranger. Par ailleurs, le 11 mars 1980, invité à l'émission télévisée Les Dossiers de l'écran, le représentant du gouvernement afghan lit des extraits d'articles ou des encadrés de journaux occidentaux, publiés avant l'intervention soviétique, qui informaient de l'ouverture de ces camps d'entraînement.
Le plan « Chtorm 333 » (surnommé « opération Prague » en référence à l'invasion de la Tchécoslovaquie de 1968) prévoit l'entrée en force de la 40e armée soviétique (renommée pour l'occasion « contingent limité des forces soviétiques en Afghanistan ») commandée par le général-lieutenant Yuri Toukharinov. Un pont aérien est établi entre Tachkent, en Ouzbékistan, et les principaux aéroports d’Afghanistan. Les troupes d’élite s’emparent des lieux stratégiques, à commencer par la capitale (près de 10 000 paras se retrouvent rapidement sur place), tandis que le reste des forces emprunte la « route des invasions » à partir des deux villes frontalières de Kushk (à l’ouest) et Termez (à l’est).
La force d'intervention déploie trois divisions d'infanterie équipées de nombreux blindés, une division aéroportée (105e division aéroportée de la Garde, renforcée d'un régiment de la 103e division et d'un de la 104e, et formant un groupe spécial sous les ordres du général Moussa Yevanov pour prendre la capitale) et différentes unités autonomes, soit un total de 55 000 hommes.
En décembre 1979, les hommes du général Sergueï Sokolov prennent plusieurs villes afghanes après que les renseignements soviétiques (GRU) ont commandité la mort de Hafizullah Amin. Dans le même temps, des troupes aéroportées soviétiques occupent des villes du centre.
La colonne pénétrant à l'ouest (par Kuska) prend les villes d'Harat et Chin Dand (en) puis continue sur Kandahar.
La 105e division aéroportée de la Garde sécurise la capitale puis aide la seconde colonne (qui vient par Termez avec les 201e et 360e divisions d'infanterie) à s'emparer du tunnel stratégique de Salang qui tombe le 20 février 1980. L'avance se poursuit sur Ghazni, pour rejoindre l'autre colonne, et Jalalabad pour prendre la passe stratégique de Khyber, lieu de passage entre l'Asie centrale et le sous-continent indien.
Au début de 1980, près de 100 000 soldats soviétiques sont en Afghanistan, installant des bases, mais ils ne contrôlent que les grandes villes et les principales régions économiques (20 % du pays). De plus, les chars et véhicules blindés se montrent inadaptés au relief montagneux et les forces soviétiques ne peuvent compter sur l'armée afghane sous-entraînée et peu sûre. Cependant, les combats sont peu nombreux jusqu'en février 1980.
Cette intervention est condamnée par l'ONU le 14 janvier 1980. La condamnation est renouvelée tous les ans. Elle marque la fin de la détente entre l'Est et l'Ouest, dont les pays sont inquiets de la proximité de l'armée soviétique du pétrole arabe. Seule la Roumanie, dans le camp des démocraties socialistes, condamne l'invasion. 34 États musulmans protestent. Cependant dix-sept pays (dont l'Inde, le Nicaragua, l'Algérie) s'abstiennent, renvoyant dos-à-dos l'intervention soviétique et la responsabilité des ingérences américaines dont ils ne veulent pas dégager Washington.
Une vive résistance nationale se met en place face à un occupant soviétique qui ne s’attendait pas à une telle réaction. En outre, cette agression soulève une grande émotion dans l’ensemble de la résistance afghane moudjahidine, soutenue et financée en partie par la CIA et d'autres services secrets occidentaux.
Une partie de l'armée afghane se laisse désarmer tandis qu'une autre partie résiste farouchement avant de gagner les montagnes. En quelques jours, la moitié de ses 80 000 hommes désertent avec leur armement.
Des réseaux sont constitués pour acheminer armes et volontaires venant du Maghreb, de la péninsule arabique, d'Égypte, du Levant voire d'Europe, via le Pakistan qui sert de base arrière. Le 27 janvier 1980, une « Alliance islamique » regroupe une partie des résistants.
Le 22 février, une manifestation à Kaboul fait 1 000 morts. Loi martiale et couvre-feu sont instaurés. Le 14 mars, un accord entre Afghans et Soviétiques officialise la présence militaire soviétique.

### De 1980 à 1983
Durant les trois premières années, les Soviétiques étendent leur contrôle sur le pays et augmentent leurs effectifs sur place, passant de 85 000 hommes en mars 1980 à 120 000 hommes en 1983.
Les Soviétiques voulaient tenir les villes et axes de communications laissant l'éradication des rebelles à l'armée afghane. Mais ils font face à la désertion des deux tiers des effectifs de cette dernière (120 000 hommes).
En mars 1980, les combats s'intensifient, l'Armée rouge utilisant massivement sa puissance de feu aérienne. Au printemps, une offensive lancée à l'est et sur la frontière pakistanaise échoue.
Les Soviétiques prennent conseil auprès d'anciens commandants vietnamiens qui préconisent l'utilisation de forces spéciales et d'hélicoptères en se concentrant sur l'Afghanistan « utile ». Ils mettent en place sept régions dirigées par un général russe et un afghan. Les formations de soutien et blindées sont renvoyées.
Nouveaux échecs en automne, lors d'offensives dans les vallées du Pandjchir et du Kunar. L'armée soviétique s'enferme dans ses camps et lutte pour maintenir ses communications. La violence contre les populations renforce les rebelles.
Les moudjahidines, soutenus et armés par la Chine et les pays occidentaux, États-Unis en tête, prennent progressivement le contrôle de la majorité du territoire (80 %) à l'exception des villes principales. Les Soviétiques sont réduits à des opérations ponctuelles comme la protection de leurs convois ou le largage de millions de mines antipersonnel. Des attaques tentent de dégager les garnisons tenant la frontière pakistanaise.
Face à la terreur et aux combats, trois millions de réfugiés fuient au Pakistan et en Iran ou remplissent les villes d'Afghanistan. Certains pays occidentaux boycottent les jeux olympiques de Moscou en 1980.
En mars 1981, les Soviétiques lancent leur troisième offensive sur le Pandjchir du commandant Massoud sans plus de succès.
De plus, les unités motorisées venant d'Ouzbékistan et du Turkestan ont tendance à être moins combatives contre d'autres musulmans. Intégrant 70 % de réservistes mal préparés pour ce type de guerre en montagne, elles sont ensuite remplacées par des unités de Baltes et d'Ukrainiens. Le rappel des réservistes afghans provoque de violentes manifestations à Kaboul les 8 et 9 septembre 1981.
En septembre 1981, se déroule une quatrième offensive très meurtrière au Pandjchir.
En avril 1982, les moudjahidines surprennent, par une puissante attaque, les Soviétiques à Khost, à laquelle ils répliquent, en mai, par une cinquième offensive au Pandjchir, avec 12 000 soldats et 104 hélicoptères, précédée comme à chaque fois par un bombardement aérien et des posées de paras par hélicoptère pour sécuriser le haut des montagnes.
Massoud perd la vallée et les Soviétiques prennent une liste de 600 espions situés à Kaboul, ce qui décapite le système de renseignement du commandant. Mais cette victoire est éphémère. Les combattants rebelles se sont échappés et ont réoccupé la vallée. Une trentaine d'hélicoptères a été perdue chez les Soviétiques qui lancent une nouvelle offensive en août et septembre 1982. Les villages suspects sont bombardés par des Tu-16 venant directement d'URSS.
Les actes héroïques sont nombreux des deux côtés. Les pertes sont lourdes chez les Soviétiques et les loyalistes afghans (au moral très bas et qui perdent les zones « libérées » qui leur sont confiées) autant que chez les rebelles. Cela entraîne l'ouverture de négociations en janvier 1983.
Un cessez-le-feu est signé mais les combats se poursuivent autour de la passe de Salang qui est d'une importance vitale pour la liaison entre Kaboul et l'URSS.
Massoud en profite pour étendre son influence et fortifier la vallée du Pandjchir.
L'ambassade d'URSS est attaquée en décembre 1982.
Les moudjahidines établissent des installations dans les zones habitées durant l'hiver 1983 et après. Ils mettent ainsi en place des hôpitaux, des centres de transmission ou des fabriques de munitions.

### De 1984 à 1985

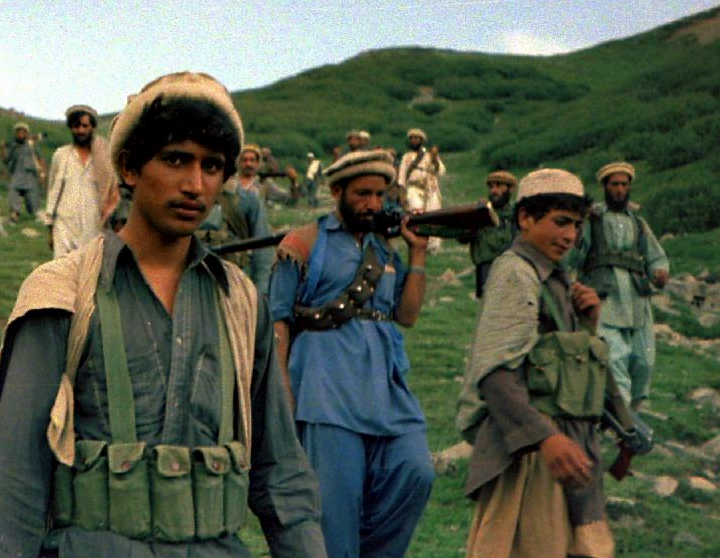
Afghans passant la ligne Durand au Pakistan en 1985.

En 1984-1985, les Soviétiques l'emportent sur les moudjahidines relégués dans leurs montagnes.
Les Soviétiques lancent encore de grosses offensives en avril 1983, avril 1984 (dont la 7e sur le Pandjchir) et avril 1985 mais ils adaptent leur armée à ce type de conflit : ils se concentrent sur la sécurité des convois et des bases et utilisent de façon accrue l'armée afghane et surtout les troupes d'élite (paras et Spetsnaz) héliportées. Ils obtiennent quelques succès mais la livraison de missiles Stingers permet aux rebelles de leur infliger de lourdes pertes. Surtout, les effectifs soviétiques sont insuffisants pour quadriller efficacement le territoire (1 million d'hommes serait nécessaire selon certains experts[Lesquels ?]) et permettre autre chose que des succès tactiques ponctuels et peu décisifs.
Les Soviétiques adaptent aussi leurs matériels (dont l'emploi des hélicoptères Mil Mi-24 Hind à partir du milieu de la guerre qui fera pencher la balance côté soviétique jusqu'à l'arrivée des FIM-92 Stinger) et s'allègent ; ils adoptent également une certaine autonomie au sein des unités. Gourmands en effectifs, les postes et bases le long des axes de communication se multiplient, ce qui réduit les capacités combattantes et le moral des garnisons. Ils emploient aussi la tactique de la terre brûlée contre les rebelles et les techniques contre-insurrectionnelles.
D'avril à septembre 1984, Tchernenko, lance une offensive au Pandjchir précédée de deux jours de bombardements aériens par des Tu-16, Tu-22 et Su-24. 200 avions et 190 hélicoptères en soutien. La vallée est abandonnée par l'armée rouge en septembre peu avant de lancer la 8e offensive.
En juin 1985, a lieu une violente contre-attaque soviétique toujours au Pandjchir à la suite de la destruction d'un poste.
Le 10 septembre 1985, une tentative d'attaque contre la présidence afghane fait 16 morts.
Mikhaïl Gorbatchev voulant quitter l'Afghanistan sans ternir l'image de l'armée, décide d'obtenir une victoire nette. Il fait renforcer le contingent qui comprend quatre divisions renforcées, cinq brigades, quatre régiments, six bataillons, quatre escadrons d'avions et trois régiments d'hélicoptères, soit 150 000 hommes.
Pour la première fois, l'hiver de 1985-1986 voit la poursuite des actions alors qu'habituellement, en cette saison, les combats s'arrêtent.

### De 1986 au retrait de l'Armée rouge

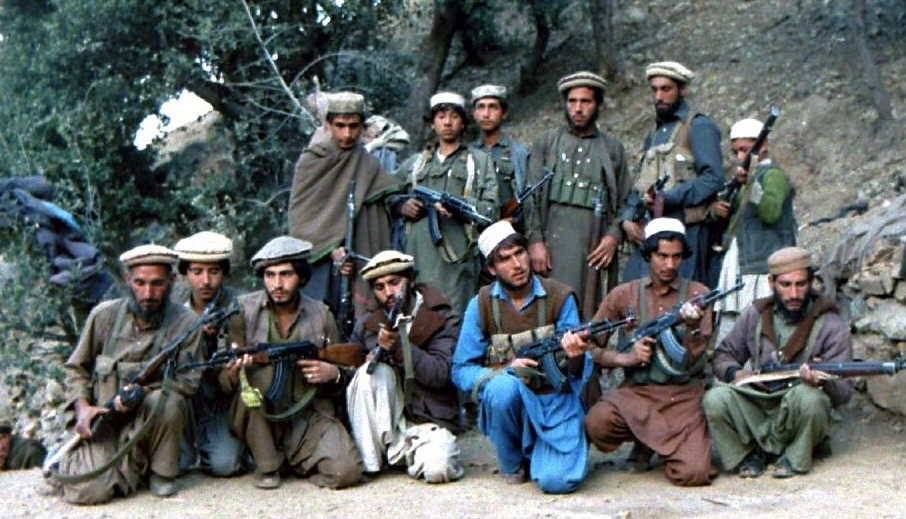
Des moudjahidines du Hezb-e Islami Khalid en 1987.

80 % du pays est toujours entre les mains des moudjahidines. Des millions de mines antipersonnel sont larguées à travers le pays.
Mohammed Nadjibullah remplace Babrak Karmal à la tête de l'État afghan et veut négocier avec les rebelles en suivant un processus de réconciliation nationale sur le principe d'une perestroïka afghane. Les Soviétiques envoient des raids d'hélicoptères MI-24 Hind et des chasseurs-bombardiers vers les places fortes afghanes, les Spetsnaz subissant de lourdes pertes au sol.
En 1986, les moudjahidines commencent à recevoir des missiles sol-air FIM-92 Stinger, ce qui fait perdre aux Russes le contrôle du ciel, bouleversant l'équilibre des forces.
Les Soviétiques mettent en place une armée gouvernementale afghane de 302 000 hommes en 1986 mais, chaque année, 32 000 soldats désertent les rangs de cette armée.
Mikhaïl Gorbatchev change de stratégie et interdit les grandes opérations. Il évoque publiquement un retrait.
Dès janvier 1987, les Soviétiques ne participent plus aux combats, se contentant de se défendre, laissant l'effort de guerre à l'armée afghane largement modernisée et bien entraînée, mais peu fiable.
En 1987, une vaste opération de bombardement a lieu en direction de Kandahar, entraînant la prise de Khost en novembre par un régiment soviétique. Cela permet aux Russes de quitter le pays sur une victoire : l'échec de négociations avec un chef rebelle déclenche l'opération. Pour éviter des massacres, les Soviétiques procèdent à une vaste propagande pour prévenir la population et l'inciter à partir. Les soldats afghans nettoient la région. La ville est prise en décembre et abandonnée en janvier.
En février 1988, Mikhaïl Gorbatchev décide de retirer les troupes (à la suite de la colère au sein de la population face au retour des cercueils), appuyé par la trêve négociée avec Ahmed Chah Massoud.
La trêve devient effective un an plus tard, le 15 février 1989, date de la fin du retrait soviétique d'Afghanistan.
En avril 1988, 200 camions sont détruits près de Ghazni.
Les accords de Genève sont signés le 14 avril 1988 entre l'Afghanistan et le Pakistan, tandis que les États-Unis et l'URSS se portent garants de leur application. Le retrait des troupes russes commence le 15 mai 1988. En octobre, les Américains interrompent les livraisons de missiles antiaériens.
Une ultime offensive a lieu en janvier 1989 contre Massoud au Pandjchir pour amoindrir la menace. L'opération consiste principalement en de violents bombardements d'artillerie et de missiles.
Le 15 février 1989, le général Boris Gromov passe à pied le pont de « l'Amitié » sur l'Amou-Daria, dernier soldat soviétique de la 40e armée à quitter le pays derrière une colonne de 450 véhicules et 1 400 hommes.
Rapidement, la guerre civile s'installe entre les différents groupes armés moudjahidines et l'armée du gouvernement communiste fidèle au président Mohammed Nadjibullah.

## Conséquences
Dans les années 1990, la guerre civile fait suite à la lutte contre l’URSS. Dès la chute du régime prosoviétique, des dissensions ont commencé à apparaître entre moudjahidines afghans et volontaires islamistes étrangers (des arabophones le plus souvent) qui entendent désormais faire de l’Afghanistan une base pour l’entraînement à la guerre sainte (jihad) contre l’Occident et un État respectant la charia. En 1996, les talibans, soutenus par le Pakistan (matériel) et l'Arabie saoudite (financement), prennent le pouvoir et contrôlent, avec l’aide des islamistes étrangers, la majeure partie du pays en repoussant progressivement les moudjahidines du commandant Massoud dans les confins du nord-est du pays. Durant cette période de troubles, le Mollah Omar, chef militaire et religieux des talibans, impose la loi islamique à l'ensemble du pays. L'Afghanistan devient effectivement un camp d'entraînement pour les terroristes islamistes.
Enfin, quand en 1991 les républiques soviétiques d'Asie Centrale deviennent indépendantes, ces États majoritairement musulmans, que sont le Kazakhstan, l'Ouzbékistan, le Turkménistan, et le Kirghizistan (ou Kirghizie), conservent un modèle laïc et observent avec prudence l'évolution de l'Afghanistan, avec l'arrivée des talibans qu'ils considèrent comme inquiétants. Surtout, ils veillent à ce que le fondamentalisme, ou fanatisme religieux, ne se développe pas en ces pays, où les partis politiques religieux sont interdits. De nos jours, ces pays d'Asie centrale observent toujours avec inquiétude, et méfiance, ce qui se passe dans l'Afghanistan des talibans.

## Les mouvements de résistance afghans
Sept mouvements de résistance afghans ont été reconnus par le Pakistan :
- Le Hezb-e-Islami Gulbuddin (Parti islamique), parti fondamentaliste, dirigé par Gulbuddin Hekmatyar, qui s'était opposé, déjà, en 1975, au régime de Mohammed Daoud Khan. Il est composé de Pachtounes du nord-est. Il bénéficie du soutien actif de l'ISI.
- Le Hezb-e-Islami de Younos Khales, né d'une scission en 1979. Il est plus traditionaliste que le précédent et proche de l'école de Deoband (en).
- Le Jamiat-e Islami (Société islamique) de Burhanuddin Rabbani, parti islamiste modéré, surtout connu pour l'aura de deux de ses commandants : Ahmed Chah Massoud, du Pandjchir, et Ismail Khan d'Herat. Il s'était aussi opposé au régime de Mohammed Daoud Khan, en 1975. Persanophone et surtout constitué de Tadjiks, il reste souvent ignoré par l'ISI pakistanaise.
- L' Ettehad-e-Islami (en) (Alliance islamique), d'Abdul Rasul Sayyaf (en), d'obédience wahhabite. C'est un mouvement salafiste soutenu par l'Arabie saoudite et les États du Golfe persique. Il est composé de Pachtounes.
- Le Harakat-e enqetab-e Islami (Mouvement de la révolution islamique) de Nabi Mohammedi, un parti traditionaliste qui s'affaiblit au profit du Jamaat de Rabbani.
- Le Jebh-e-Nejat-e Melli (Front de libération nationale) de Sebghatoullah Modjadeddi, parti issu de la confrérie des soufis. Il est composé de Pachtounes du sud du pays.
- Le Mahaz-e-Melli-e-Islami (Front national islamique) de Pir Sayyed Ahmad Gailani, parti pachtoune royaliste, constitué de Pachtounes du nord et du sud.

À ces sept mouvements de résistance sunnites, s'ajoutent deux mouvements de résistance chiites :
- Le Choura-e-ettefaq (Conseil de l'unité islamique) de Sayyed Ali Behechti, constitué de Hazaras.
- Le Harakat-e-Isami (Mouvement islamique) de l'Ayatollah Mosseni, constitué de Hazaras.

À partir de 1988, les mouvements de résistance chiites, sous l'influence de l'Iran, se réunissent sous le nom de Hezb-e Wahdat.
Qu'ils soient chiites ou sunnites, les rebelles afghans sont armés de la même façon.

## Aide extérieure aux mouvements de résistance

### L'aide américaine et saoudienne
Au cours de la guerre froide, les États-Unis, via entre autres l'opération Cyclone de la CIA, ont dépensé 3,3 milliards de dollars américains et l'Arabie saoudite presque autant durant les dix ans de la guerre d'Afghanistan, pour alimenter la résistance antisoviétique et anticommuniste incarnée par, entre autres, les moudjahidines de Hekmatyar et d'Oussama ben Laden.
Zbigniew Brzezinski, ancien conseiller pour la sécurité de Jimmy Carter, a déclaré en janvier 1998, que c'est à la suite du coup d'État communiste à Kaboul d'avril 1978, que « le 3 juillet 1979, le président Carter a signé la première directive sur l'assistance clandestine aux opposants du régime prosoviétique de Kaboul », six mois avant l'intervention des Soviétiques avec pour objectif d'entraîner l'Armée rouge dans le « piège afghan ».
Mais le président Carter, nouvellement arrivé au pouvoir, s'il est prêt à faire de l'Afghanistan, le « Viêt Nam » des Soviétiques, voulait avoir la responsabilité du combat sur le terrain et avait posé une condition à la CIA, celle de laisser à l'ISI, le pilotage de l'aide à la résistance afghane et la ventilation des fonds versée à celle-ci.
L'aide, discrète les premières années, s'amplifie lorsque le Sénat triple, malgré l'hostilité de la CIA qui ne voulait pas provoquer une escalade avec l'URSS, le budget passant de 40 millions de dollars pour l'année fiscale 1983, à 120 millions de dollars pour 1984, 250 millions de dollars en 1985, 470 millions de dollars en 1986, 630 millions en 1987 et 584 millions en 1988. Mais pour Hamid Gul, ancien directeur de l'ISI pakistanaise, les Américains n'auraient financé qu'un quart du djihad afghan, les trois quarts restants auraient été financés par l'Arabie saoudite et les États du golfe Persique.

### Le rôle de Ben Laden et des volontaires arabes
L'Arabie saoudite étant un bailleur de fonds majeur du djihad afghan, puisqu'ayant financé les 3/4 de la guerre contre les Soviétiques, avec les États du Golfe persique, Oussama ben Laden, à l'origine, n'est qu'un représentant du Prince Turki al-Fayçal, alors chef des services de renseignements saoudiens, chargé de ventiler les sommes allouées à la résistance afghane. Le chef de file des volontaires arabes était un certain Abdullah Azzam, un cheikh palestinien, qui avait enseigné à l'université de Djedda, en Arabie saoudite. Au début des années 1980, il s'installa au Pakistan pour enseigner à l'Université Islamique Internationale, à Islamabad, construite avec des fonds saoudiens. En 1984, il partit vers Peshawar, près de la frontière afghane, pour fonder le Maktab al-Khadamat (MAK), ou Bureau de Recrutement, chargé de recevoir et d'organiser le flux des volontaires arabes voulant participer à la guerre contre les Soviétiques. Aux yeux d'Azzam, le djihad afghan était une obligation morale pour tous les musulmans, le sixième pilier de l'islam. Mais, déjà, Abdullah Azzam dépassait le cadre de l'Afghanistan, puisque dans son livre Défendre la terre des musulmans est le plus important devoir de chacun, il écrivait que l'Afghanistan n'était qu'un début :

« Ce devoir ne prendra pas fin avec la victoire en Afghanistan ; le Jihad restera une obligation individuelle jusqu'à ce que toutes les autres terres jadis musulmanes nous reviennent afin que l'islam règne de nouveau : nous attendent ainsi la Palestine, Boukhara, le Liban, le Tchad, l'Érythrée, la Somalie, les Philippines, la Birmanie, le Sud-Yémen, Tachkent et l'Andalousie. »

L'internationalisme d'Azzam était donc une évolution capitale qui influença fortement Ben Laden. En plus du recrutement, Azzam s'efforçait d'inculquer aux volontaires le goût du martyre mettant en avant les récompenses promises en citant le seul hadith dans lequel le prophète garantit au Chahid l'absolution de tous ses pêchés, 72 vierges et la permission d'emmener au Paradis 70 membres de sa famille.
Des branches du MAK s'ouvrirent dans beaucoup de pays de musulmans, et il y eut même une antenne à Brooklyn, à New York. Ils s'appuyaient sur le vaste réseau des Frères musulmans, qui pourvoyaient le djihad afghan en volontaires pour le martyre. Des représentants de l'organisation intégriste pakistanaise Tablighi Jamaat séjournent en Algérie dans le but de recruter. Fin 1980, trois à quatre mille volontaires algériens sont ainsi acheminés au Pakistan et en Afghanistan.
Milton Bearden, le chef de l'antenne locale de la CIA au Pakistan, de 1986 à 1989, évalue le flux des volontaires arabes pour toute la guerre à environ 25 000, dont la moitié de combattants.
Oussama ben Laden passait son temps entre le Pakistan et l'Arabie saoudite, pour collecter des fonds et les redistribuer. À Peshawar, il louait une villa au 61, rue Sayyid Jamal al-Din Afghani, qu'il appelait beit al-ansar1, la maison des partisans. Pour Jason Burke, journaliste britannique, correspondant pour The Guardian en Asie du Sud, Ben Laden ne fut jamais financé par la CIA, puisque les accords entre les Américains et le général Zia, président du Pakistan, prévoyaient que les fonds américains finançaient uniquement les organisations de résistance afghanes, par le biais de l'ISI, et non les volontaires arabes. Ben Laden, d'ailleurs, n'était pas spécialement un combattant, mais plutôt un riche mécène saoudien qui créait des hôpitaux, aidait les familles des martyrs.
Les volontaires arabes s'entraînaient surtout dans le camp d'Abdul Rasul Sayyaf, le seul chef de la résistance afghane qui était wahhabite, à l'Université du Da'wa et du Djihad, construite à Pabbi, près de Peshawar, et à Khaldan. Ben Laden, lui, avait fait construire une base pour son propre usage, baptisée la « Tanière du Lion », près de Jaji. Et c'est ici qu'il participa, pour la première fois, à des combats contre les Soviétiques, durant l'été 1986, à la tête de quelques centaines de volontaires arabes.
Les relations entre les volontaires arabes et les populations locales furent souvent tendues. L'islam rigoriste pratiqué par ces volontaires s'accordait mal avec les pratiques plus souples des Afghans. En 1988, Ben Laden refusa d'aider un chef moudjahidin local, Mohammed Saïd Pahlwan, parce qu'il fumait et ne portait pas la barbe. Durant les dernières années de la guerre, les affrontements entre Arabes et Afghans devinrent plus fréquents, surtout dans le nord-est du pays, dans la province de Kounar, où les wahhabites avaient déclaré leur indépendance.

### Contestation
Les commandants Massoud et Amin Wardak et d'autres témoignent dans leurs livres de la situation très difficile des résistants afghans qui ont dû se battre quasiment toujours avec des armes dépassées ou dérobées aux Soviétiques lors de leurs victoires. Ceci laisse à penser que plusieurs groupes afghans n'ont bénéficié que peu de l'aide américaine et saoudienne, l'essentiel de l'argent étant détourné par l'État pakistanais pour ses propres besoins.

## Bilan

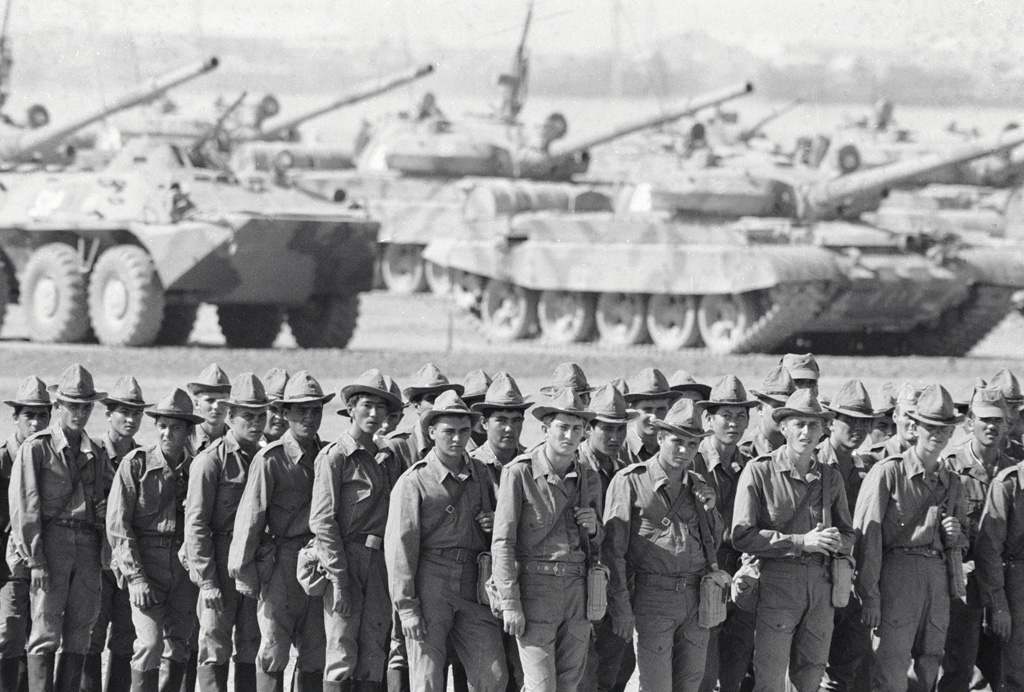
Retrait des troupes d'Afghanistan, le 15 octobre 1986.

Entre le 25 décembre 1979 et le 15 février 1989, un total de 620 000 soldats soviétiques ont servi avec les forces en Afghanistan (bien qu'il n'y ait eu que 80 000 à 104 000 personnes à la fois) : 525 000 dans l'armée, 90 000 avec des troupes frontalières et d'autres sous-unités du KGB, 5 000 en formations indépendantes des troupes internes du MVD et de forces de police. Plus de 21 000 personnes étaient avec le contingent de la troupe soviétique au cours de la même période en faisant divers travaux en col blanc et en col bleu. Pour la CIA, le nombre de soldats soviétiques tués au combat, morts des conséquences d'accidents, de maladies, de causes psychologiques (suicides) ou de disparus, entre 1979 et 1989, serait environ de 50 000, soit un chiffre comparable à celui des pertes militaires des États-Unis au Vietnam, de 1964 à 1973, bien supérieur à celui cité par les autorités soviétiques, qui évoquaient environ 15 000 morts[réf. nécessaire]. En fédération de Russie, les chiffres de 49 850 morts et plus de 80 000 blessés pour toutes les ex-Républiques de l'URSS circulent, avec de nombreux cas de vétérans souffrant de syndromes post-traumatiques.
Des milliers de civils afghans sont délibérément tués par les soldats russes, qui ne seront jamais sanctionnés par leur hiérarchie pour ces crimes de guerre.
Le total des pertes de personnel irrécupérables des forces armées soviétiques, de la frontière et des troupes de sécurité intérieure s'élève à 14 453. Les formations de l'armée soviétique, les unités et les éléments du QG ont perdu 13 833, les sous-unités du KGB ont perdu 572, les formations MVD ont perdu 28 et d'autres ministères et départements ont perdu 20 hommes. Au cours de cette période, 312 militaires ont disparu en action ou étaient prisonniers; 119 ont été libérés plus tard, dont 97 sont retournés en URSS et 22 sont allés dans d'autres pays[réf. nécessaire].
Néanmoins des recherches plus récentes, également acceptées par l’étude officielle sur la guerre préparée par le Bureau de l’histoire de l’État-major russe, ont porté le total à environ 26 000 hommes, militaires et paramilitaires morts au combat, mais aussi d'accidents ou de maladies contractées en Afghanistan,.
En 2007, le gouvernement russe annonce 15 400 tués et 39 000 blessés. Ces chiffres n’incluent pas les décès des rapatriés en URSS. Le Polit.ru du 19 novembre 2023, cité par Svetlana Alexievitch dans Les cercueils de zinc, indique : « Les pertes totales des Forces armées soviétiques se sont montées à 15 051 hommes. 417 hommes ont été portés disparus ou faits prisonniers. Début 2000, il demeurait 287 hommes qui n'étaient pas rentrés de captivité et n'avaient toujours pas été localisés ».
Parmi les troupes déployées, 53 753 soldats ont été blessés ou ont subi une commotion cérébrale et 415 932 sont tombés malades. Cette forte proportion de victimes tombées malades résultait des conditions climatiques et sanitaires locales, causant entre autres des infections aiguës qui se propageaient rapidement parmi les troupes. On a dénombré 115 308 cas d'hépatite infectieuse, 31 080 de fièvre typhoïde et 140 665 d'autres maladies. Sur les 11 654 personnes qui ont été déchargées de l'armée après avoir été blessées, mutilées ou avoir contracté des maladies graves, 10 751 hommes ont été handicapés. Entre un quart et un tiers des troupes soviétiques ont été touchées par une hépatite, le typhus, le paludisme, l'amœbose ou la méningite.
En mars 2013, un comité d'anciens combattants estime à 264 le nombre de militaires toujours portés disparus, 29 autres ont été retrouvés après le départ de l'armée soviétique.
Les pertes matérielles sont les suivantes :
- 451 aéronefs (dont 333 hélicoptères) ;
- 147 chars ;
- 1 314 IFV / APC ;
- 433 armes d'artillerie et mortiers ;
- 11 369 camions-citernes à cargaison et à carburant.

Les pertes civiles afghanes sont estimées entre 562 000–2 000 000 ,,,. Cinq à dix millions d'Afghans ont fui vers le Pakistan et l'Iran, 1/3 de la population d'avant-guerre du pays et 2 millions ont été déplacés à l'intérieur du pays. Dans les années 1980, la moitié des réfugiés dans le monde étaient afghans. Il est à noter aussi qu'entre 1973, soit avant l'intervention soviétique de 1979, et 1989, une grande partie de l'élite du pays est morte de mort violente, dont des universitaires, des intellectuels, des militaires, des Afghans qui ont fait des études avant 1979, souvent à l'étranger, et d'autres Afghans, instruits, et éduqués, dont les idées étaient inspirées en partie par le modèle occidental, en passant par les idées laïques de la Turquie kémaliste. Le vide laissé par la perte de cette élite, dont une autre partie s'est exilée, va favoriser les mouvements religieux.

## Répercussions internationales
L'invasion de l'Afghanistan par l'URSS a provoqué un vaste mouvement de protestation parmi les gouvernements pro-occidentaux.
L'une des conséquences immédiates fut le boycott des Jeux olympiques d'été de 1980 à Moscou par de nombreux pays pro-occidentaux et le gel de la ratification des accords de limitation des armements SALT II, il est vrai en difficulté depuis six mois de par l'hostilité de la droite du Sénat dès son annonce, convaincue que la détente profitait surtout à l'URSS, de par ensuite les tirades de Carter lui-même sur l'existence d'une brigade soviétique à Cuba en septembre 1979, de par enfin son annonce le 12 décembre de l'augmentation du budget militaire des États-Unis de 5 % en 5 ans.
Au niveau de répercussions géopolitiques internationales de long terme, la défaite de l'Union soviétique dans un contexte de guerre froide est encore aujourd'hui perçue comme hautement symbolique, et symptomatique de la chute définitive de l'empire, tout juste un an après le retrait des troupes.
Également décisives dans la mise en place des enjeux sécuritaires mondiaux qui feront suite à la fin de la guerre froide, furent l'implication des États-Unis et des islamistes arabophones étrangers, qui feront rapidement de l'Afghanistan la principale base arrière pour la préparation d'attentats internationaux. Dans une large mesure, les évènements de la guerre d'Afghanistan et son issue seront le terreau du Salafisme djihadiste et du fondamentalisme islamiste, au cœur des enjeux sécuritaires du siècle suivant, pourtant phénomène insignifiant (et provincial) avant l'avènement de cette guerre.
Rétrospectivement, certains (comme Le Monde diplomatique dans un article de 2016) s'interrogeront sur la bienveillance de la presse occidentale à une époque où le radicalisme religieux affiché des moudjahidines ne portait pas à polémique.

## Dans les arts et la culture populaire

### Cinéma
- 1983 : Afghanistan pourquoi ? d'Abdellah Mesbahi.
- 1987 : James Bond 007 : Tuer n'est pas jouer de John Glen.
- 1988 : Rambo III de Peter MacDonald.
- 1988 : La Bête de guerre de Kevin Reynolds.
- 1991 : 
  - La Fracture afghane de Vladimir Bortko.
  - La Jambe de Nikita Tiagounov.
- 1994 : La Valse de Peshawar de Timur Bekmambetov et Gennadi Kayumov.
- 2005 : Le 9e escadron de Fiodor Bondartchouk.
- 2006 : L'Étoile du soldat de Christophe de Ponfilly.
- 2007 : 
  - Cargaison 200 d'Alexeï Balabanov.
  - La Guerre selon Charlie Wilson de Mike Nichols.
  - Les Cerfs-volants de Kaboul de Marc Forster.
- 2015 : La Montagne magique d'Anca Damian.
- 2019 : Leaving Afghanistan de Pavel Lounguine.
- 2021 : OSS 117 : Alerte rouge en Afrique noire de Nicolas Bedos.

### Télévision

#### Série
- 1986 : MacGyver, saison 1, épisode 17 : Mission Afghanistan de Cliff Bole.

#### Documentaires
- 2005 : The Power of Nightmares, d'Adam Curtis.
- 2014 : Afghanistan 79, la guerre qui a changé le monde documentaire français de Gulya Mirzoeva.

### Littérature
- Les Cercueils de zinc (en russe : Цинковые мальчики qui signifie Les garçons de zinc) est un essai documentaire de l'écrivaine biélorusse Svetlana Aleksievitch, lauréate du prix Nobel de littérature en 2015
- Qais Akbar Omar (trad. Michel Faure), Kaboul était un vaste jardin. Histoire d'une famille afghane [« A Fort of Nine Towers »], Paris, Robert Laffont, 2014 (ISBN 978-2221133309)
- Les Lions du Panshir, Ken Follett, 1985. Titre original : Lie down with lions.  (ISBN 2-253-04202-1)

#### Bande dessinée
- 1986 : Dans Watchmen d'Alan Moore, Dave Gibbons et John Higgins, après le départ du Docteur Manhattan, les soviétiques envahissent l'Afghanistan.

### Radio
- France Inter, Patrick Pesnot, Rendez-vous avec X, émission du 23 avril 2011 : Décembre 1979, l'invasion soviétique en Afghanistan.

### Jeu vidéo
- 2015 : Metal Gear Solid 5 (Phantom Pain) : l'histoire se déroule principalement en Afghanistan avec les Soviétiques comme antagonistes, manipulés par un organisme secret du nom de Cypher